# Земплінске Градіштє
Земплінске Градіштє (словац. Zemplínske Hradište) — село в Словаччині в Требішовському окрузі Кошицького краю. Село розташоване на висоті 103 м над рівнем моря. Населення — 1138 чол. (2006). Переважна більшість населення — словаки (94 %), інші — угорці (6 %). Вперше згадується в 1328 році. В селі є бібліотека, спортивний зал та футбольне поле.

## Географія
Протікають Копаний ярок; Гранський канал; Чапліни і Кропа.

## Населення
| Рік:            | 1994. | 2004.   | 2014.   | 2024.   |
| --------------- | ----- | ------- | ------- | ------- |
| Кількість осіб: | 1166  | 1150    | 1136    | 1084    |
| Різниця:        |       | -1,37 % | -1,21 % | -4,57 % |

| Рік:            | 2023. | 2024.   |
| --------------- | ----- | ------- |
| Кількість осіб: | 1099  | 1084    |
| Різниця:        |       | -1,36 % |